# Andrés Segovia
Andrés Segovia (Linares (Jaén), 21 februari 1893 – Madrid, 3 juni 1987) was een Spaans klassiek gitarist en wordt gezien als de man die de gitaar naar de grote concertpodia bracht in de 20e eeuw.
Segovia maakte kennis met de gitaar op vierjarige leeftijd. Zijn oom zong vaak liedjes voor hem terwijl hij deed alsof hij gitaar speelde. Dit zette Segovia aan om de gitaar een prominente plaats te geven in de muziekwereld. Hij probeerde de gitaarstudie op het niveau van piano en viool te tillen.
Zijn eerste optreden in Spanje was op zijn 16e jaar, en een paar jaar later hield hij zijn eerste professionele concert in Madrid. Hier speelde hij transcripties voor gitaar door Francisco Tárrega en werk van Johann Sebastian Bach dat hij zelf bewerkt had. Hoewel zijn familie niet achter hem stond, bleef hij zijn hele leven gitaar studeren. In 1986 ontving hij een Grammy Lifetime Achievement Award.
De volgende componisten schreven werken voor hem (selectie):
- Heitor Villa-Lobos
- Mario Castelnuovo-Tedesco
- Manuel Ponce
- Hans Haug
- Joaquín Rodrigo
- Ettore Desderi
- Albert Roussel: Segovia

## Leerlingen
Segovia had onder anderen Abel Carlevaro, Ben Bolt, Christopher Parkening, John Williams, Pieter van der Staak, Eliot Fisk en Oscar Ghiglia als student. Zij dragen en droegen samen met anderen Segovia's gitaartraditie verder uit.
- Bibsys: 3107725
- Biblioteca Nacional de Chile: 000098818
- Biblioteca Nacional de España: XX1037459
- Bibliothèque nationale de France: cb14029872c (data)
- Catàleg d'autoritats de noms i títols de Catalunya: 981058610457206706
- CiNii: DA07225111
- Gemeinsame Normdatei: 118612778
- International Standard Name Identifier: 0000 0001 0902 8569
- Library of Congress Control Number: n82090942
- Nationale Bibliotheek van Letland: 000265110
- MusicBrainz: 443aad48-c7e7-476f-96bf-90f123a4829b
- Bibliotheek van het Japanse parlement: 00456025
- Nationale Bibliotheek van Tsjechië: js20020617026
- Nationale bibliotheek van Australië: 35665724
- Nationale Bibliotheek van Israël: 987007601488505171
- Nationale Bibliotheek van Polen: a0000001264639
- Nationale en Universitaire bibliotheek Zagreb: 000487177
- Nederlandse Thesaurus van Auteursnamen: 073330825
- Réseau des bibliothèques de Suisse occidentale: 02-A003818522
- Istituto Centrale per il Catalogo Unico: RAVV230565
- LIBRIS: 207563
- SNAC: w66d5rb9
- Système universitaire de documentation: 087624583
- Trove: 1033198
- Virtual International Authority File: 54346467
- WorldCat: E39PBJwX66xd9XBjdbpHKkVKVC